# Hans Geber

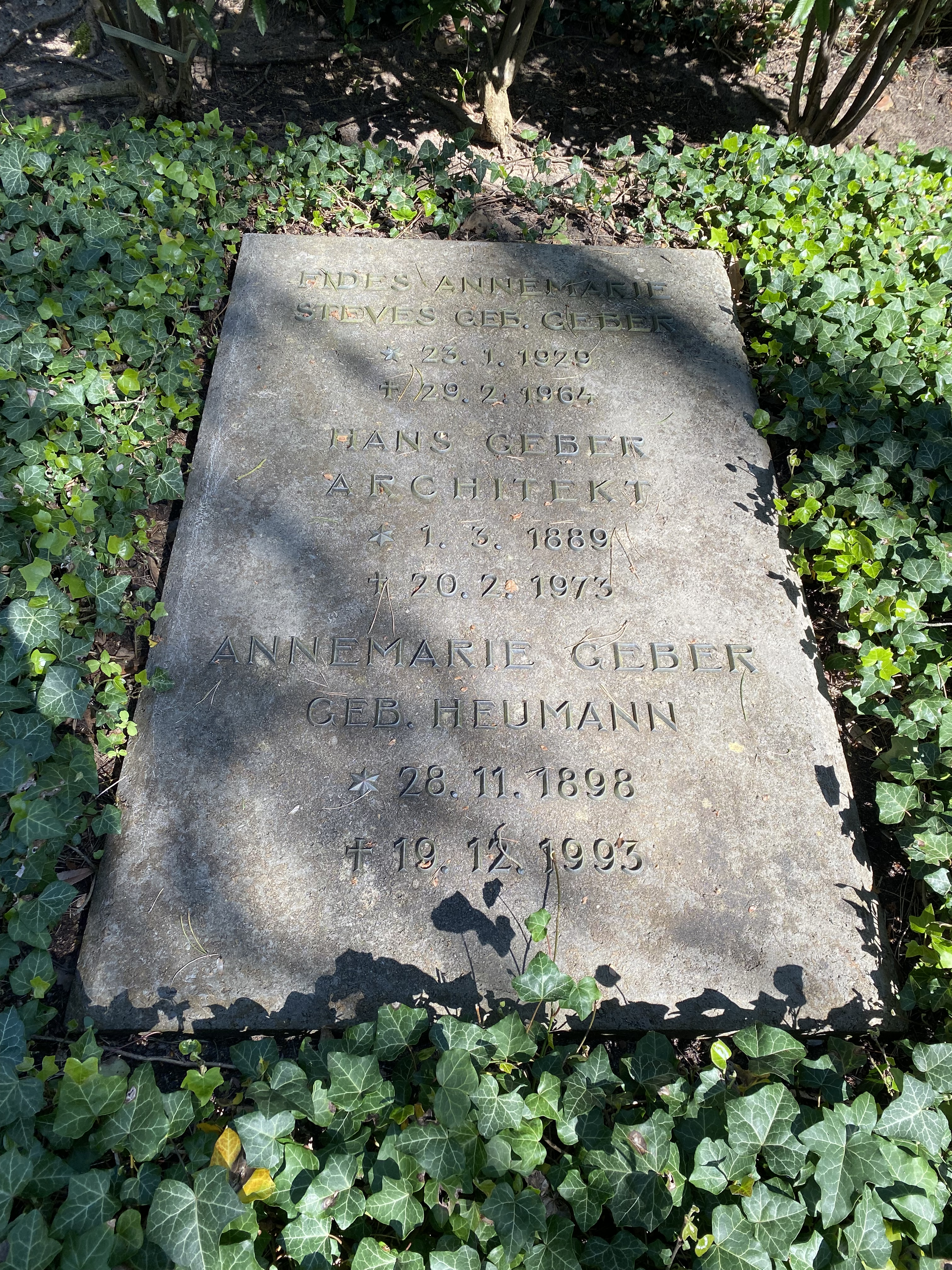
Grabstätte auf dem Waldfriedhof Zehlendorf

Hans Geber, vollständiger Name Hans Georg Emil Geber (* 1. März 1889 in Köln; † 20. Februar 1973 in Berlin-Wannsee) war ein deutscher Architekt.

## Leben
Geber war nach seinem Studium in München zunächst als Regierungsbaumeister in Ostpreußen und als Bauleiter eines Industrieunternehmens tätig. In Königsberg heiratete er 1922 Annemarie Heuberg (1898–1993). Ab 1924 arbeitete er in Berlin als freischaffender Architekt. Nach dem Zweiten Weltkrieg schuf er – seit 1951 zumeist in Zusammenarbeit mit seinem Partner Otto Risse (1898–1989) – in dieser Stadt bedeutende Beispiele der Nachkriegsmoderne, unter anderem auch für die Freie Universität Berlin.
Seine letzte Ruhestätte erhielt Hans Geber auf dem Waldfriedhof Zehlendorf (Abt. XVII W 511/Feld 058).

## Bauten
(alle in Berlin)
- 1934–1935: Eigenes Wohnhaus, Am Schlachtensee 132, 134 (Denkmalschutz)[3]
- 1936: Wohnhaus Pacelliallee 39 (Denkmalschutz)[4]
- 1952: Büro- und Geschäftshaus Bayer-Haus, Kurfürstendamm 178/179 (mit Risse)[5]
- 1955: Hoechst-Haus, Hardenbergstraße 11 / Steinplatz 1 (mit Risse)
- 1956: Geschäftshaus der Hamburg-Mannheimer Versicherung, Kurfürstendamm 32 (mit Risse)[6]
- 1958: Gebäude der Wirtschafts- und Sozialwissenschaftlichen Fakultät der Freien Universität Berlin, Garystraße 21 (mit Risse)
- 1959: Gebäude der Juristischen Fakultät der Freien Universität Berlin, Van’t-Hoff-Straße 8 (mit Risse, Denkmalschutz)[7][8]
- 1961: Stephanus-Kirche in Zehlendorf, Hochbaumstraße 78 (mit Risse)
- 1963: Gebäude für Anorganische und Analytische Chemie der Freien Universität Berlin, Fabeckstraße 34/36 (mit Risse)
- 1964: Helmuth-James-von-Moltke-Grundschule, Heckerdamm 221 (mit Risse und Hans Bandel)
- 1967–1968: Neubau einer Stadtmissionskirche, Johanniterstraße 2 (mit Risse)[9]
- 1972: Raiffeisenhaus, Ernst-Reuter-Platz 3–5 (mit Risse)[10]

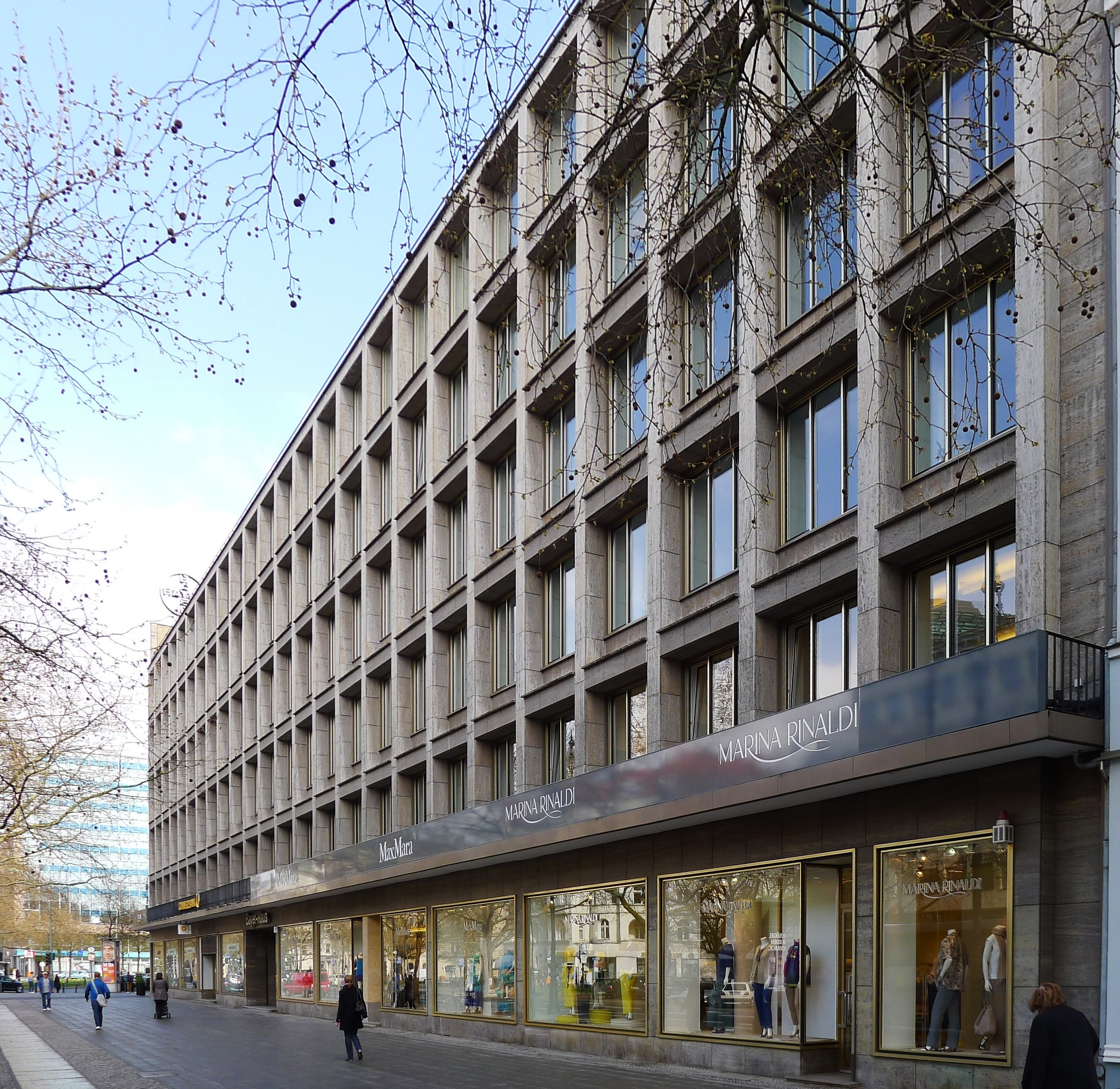
Bayer-Haus
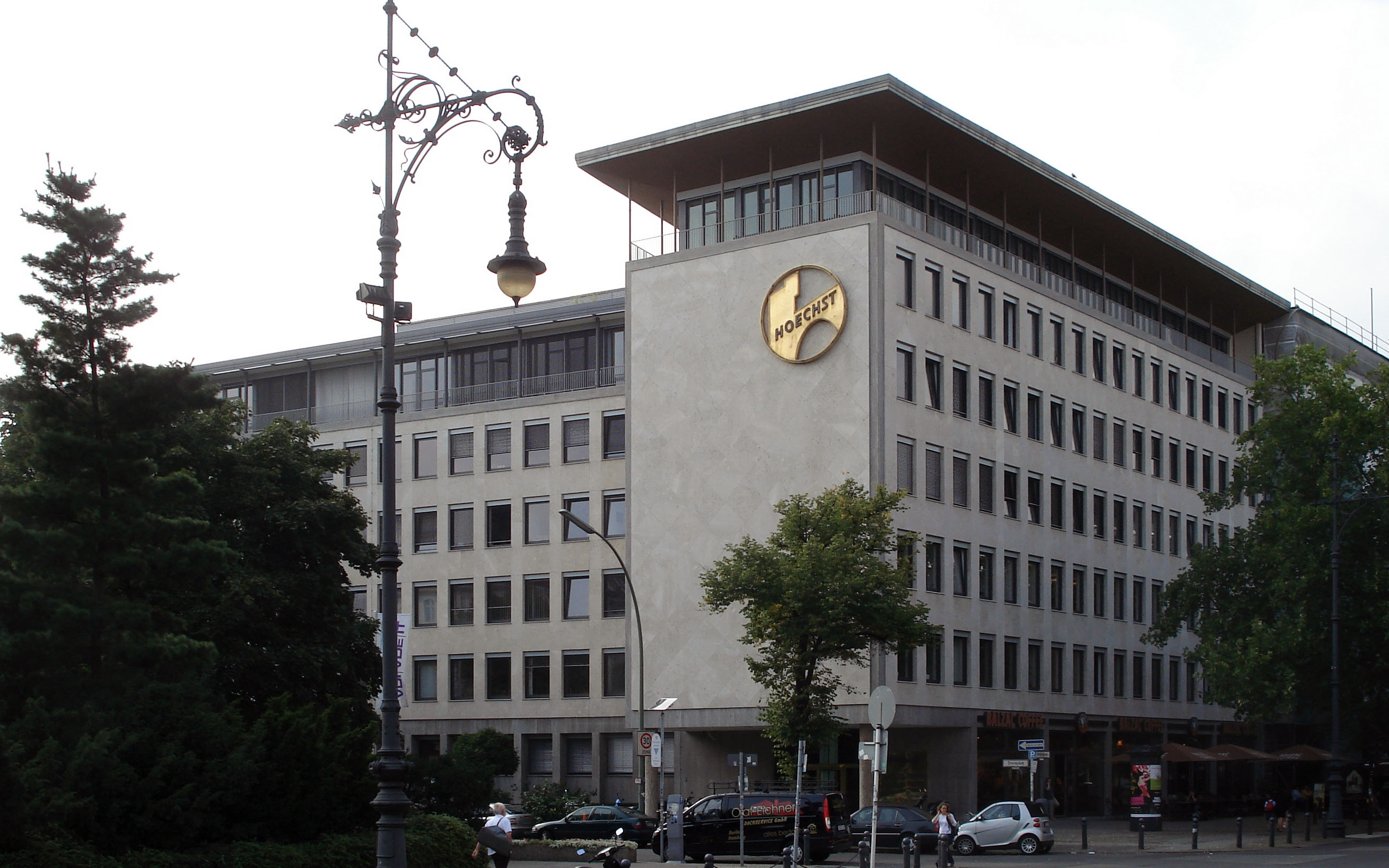
Hoechst-Haus
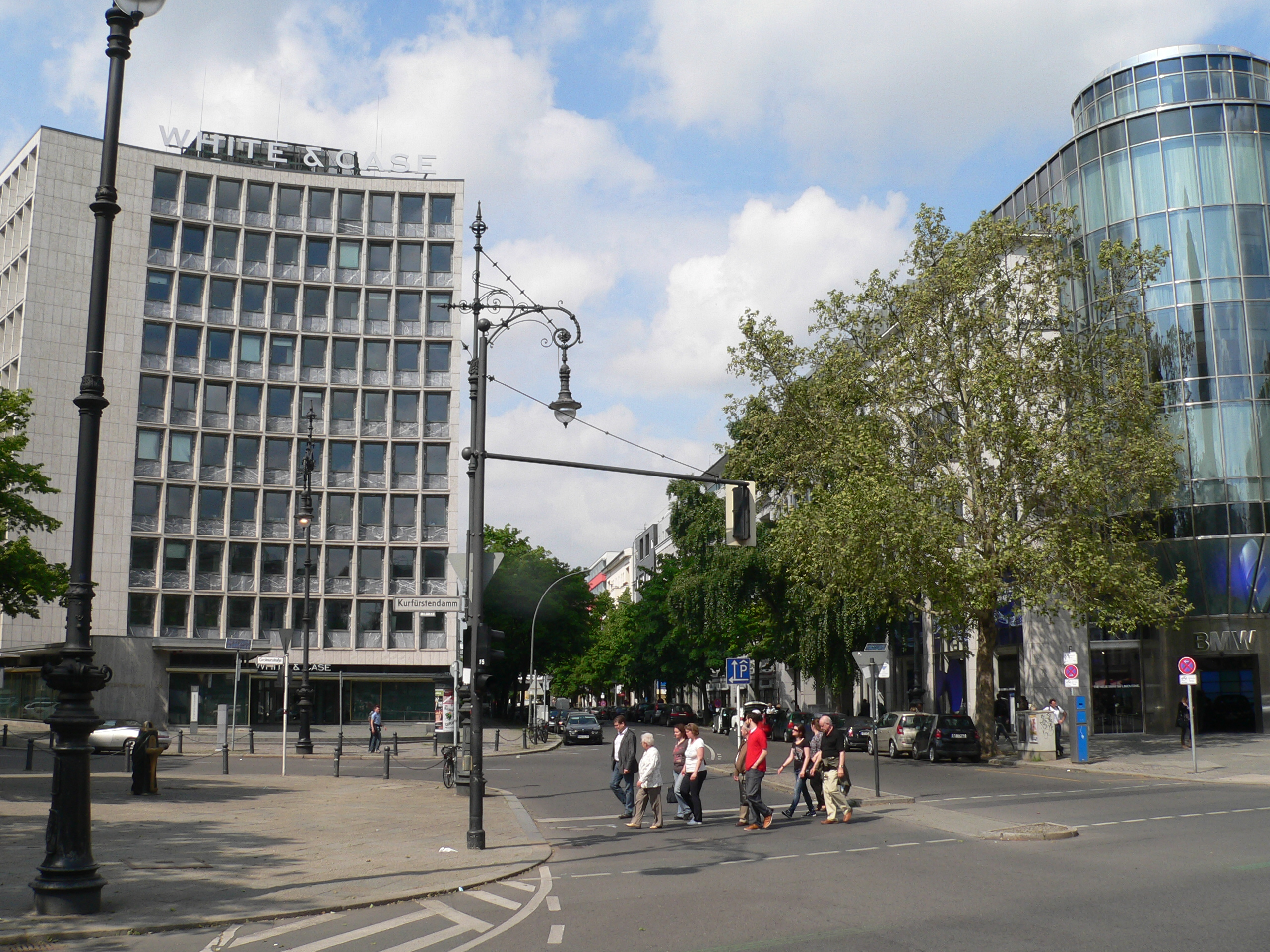
Hamburg-Mannheimer
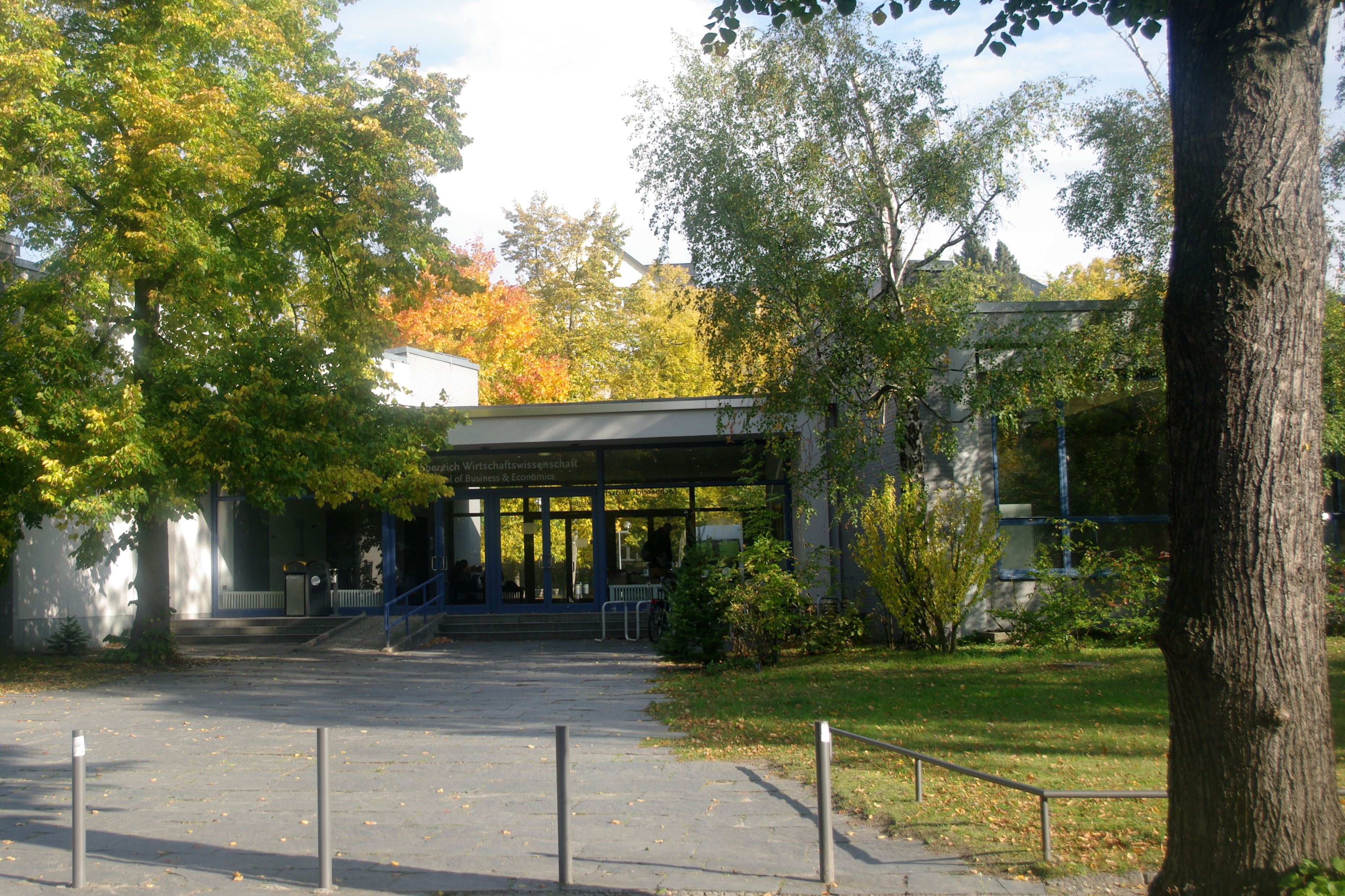
FU Berlin, Wirtschaftswissenschaften
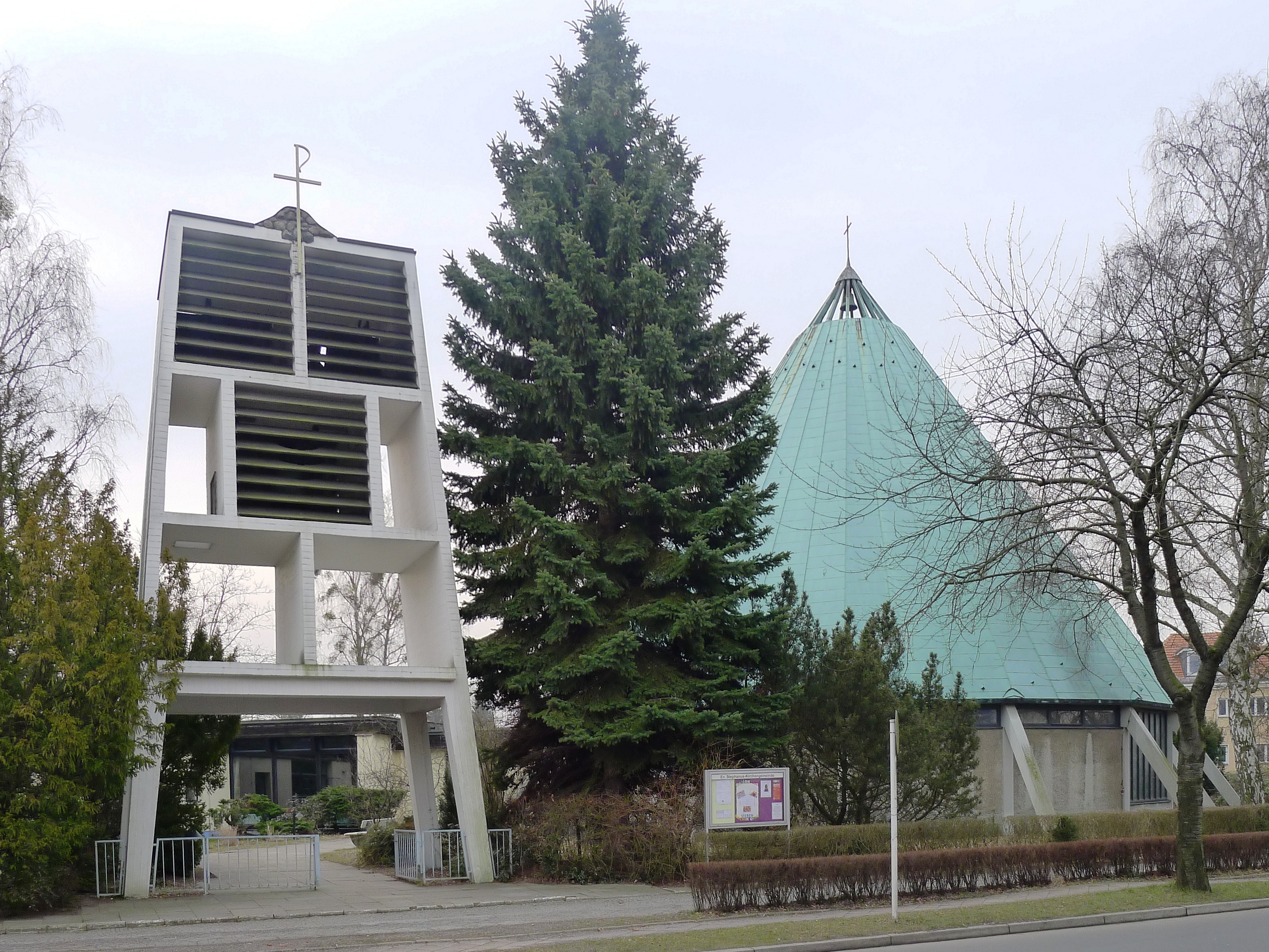
Stephanuskirche
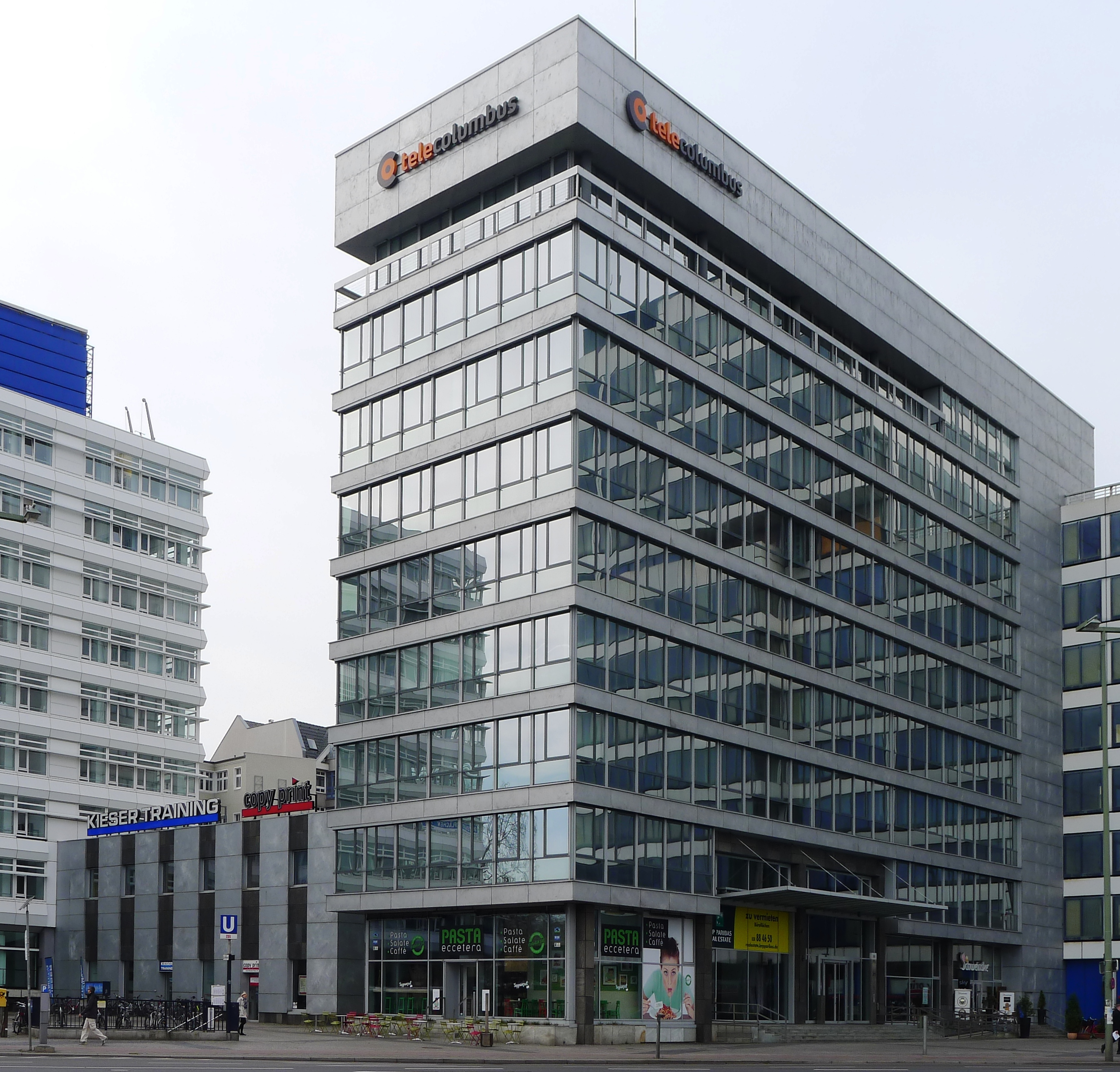
Raiffeisen-Haus